# Lochbuie
Lochbuie är en by på Loch Buie, på ön Isle of Mull, Argyll and Bute, Skottland. Byn är belägen 15 km från Craignure. Det har ett café som heter The Old Post Office.